# Station Gdynia Grabówek
Station Gdynia Grabówek is een spoorwegstation in de Poolse plaats Gdynia.